# 美崎悠
美崎 悠（みさき ゆう、1984年7月11日 - ）は、日本のファッションモデル、ラジオパーソナリティ、女優。

## 来歴
兵庫県出身。モデル、グラビア活動を経て自転車ロードレースにチャレンジしながら関連イベントにも登場していた。2007年頃まではノイエに、2012年まではフリップアップに所属していたが、現在プロフィールは削除されており、退所したものと思われる。

## ラジオ
- セルティHUMNAN CONNECTION（FM FUJI 2012年4月～）
- ゴーJ!（毎日放送・ - 2008年3月28日）

## 過去の活動
- 2005年トリンプ・イメージガール
- 大阪国税局イメージキャラクター（2005年 - 2007年）

### テレビドラマ
- 人が殺意を抱くとき（朝日放送）
- 11通の…出せなかったラブレター（朝日放送）
- パーフェクト・パートナー（2007年、WOWOW）
- バラ色の聖戦 最終話（2011年10月9日、テレビ朝日） - 小夜 役
- 金曜プレステージ「外科医・鳩村周五郎9」（2012年3月16日、フジテレビ）

### テレビバラエティ
- なるほど!ラボ（テレビ大阪）
- ガダルカナル・タカのこちらDERUとこ編集部（BS-i）
- 三竹占い（フジテレビ）
- むちゃぶり!（TBS）
- 堂本剛の正直しんどい（テレビ朝日）
- easy sports（テレビ朝日）
- 天使らんまん（毎日放送）
- ワンダーナイト2（BS朝日）
- DOKI☆DOKI Secret Vacance 美崎悠 in 沖縄（TBSチャンネル）
- easy sports（2009年3月23日 - 2009年3月27日、テレビ朝日）

### ラジオ
- ゴーJ!（毎日放送・ - 2008年3月28日）

### 映画
- 赤龍の女（2006年10月） -  主演・朝比奈由衣 役

### DVD
- 『DOKI☆DOKI Secret Vacance 美崎悠 in 沖縄』（2006）
- 『美崎悠 悠とぴあ』（2006）
- 『YOU＆悠』（2007）

### TV-CF
- ヤマダミユラ（2007年4月 -）※香港のみの放送
- BOWS（2007年1月 - 3月）